# تونیس لوکاس
تونیس لوکاس (استونیایی: Tõnis Lukas؛ زادهٔ ۵ ژوئن ۱۹۶۲)
 سیاست‌مدار اهل استونی است. وی از سال ۲۰۱۹ تا ۲۰۲۱  وزیر فرهنگ و از سال  ۲۰۰۷ تا ۲۰۱۱ و ۱۹۹۹ تا ۲۰۰۲ وزیر آموزش و تحقیقات استونی بوده.